# Абдурахманов, Фуад Гасан оглы
Фуа́д Гаса́н оглы́ Абдурахма́нов (азерб. Fuad Həsən oğlu Əbdürəhmanov; 28 апреля [11 мая] 1915, Нуха, Кавказское наместничество — 15 июня 1971, Баку) — советский азербайджанский скульптор-монументалист. Народный художник Азербайджанской ССР (1955). Лауреат двух Сталинских премий (1947, 1951). Член КПСС с 1962 года.

## Биография
Родился 28 апреля (11 мая) 1915 года в городе Нуха (ныне Шеки, Азербайджан) в семье государственного чиновника Гасана Джаффар оглы Абдурахманова. В 1929 году семья Абдурахманова переехала сначала в Евлах, позже в Баку, где арендовала двухкомнатную квартиру в Ичери Шехер, на улице Мамедьярова.
В том же году поступил в Бакинскую школу живописи. Позже учился в Санкт-Петербургской академии художеств (Ленинград) (1935—1940) у М. Г. Манизера. В 1934 году на выставке, посвящённой тысячелетию поэта Фирдоуси была представлена небольшая композиция Абдурахманова «Стрелок», вошедшая в постоянную экспозицию Азербайджанского национального музея искусств.
В 1938 году начинает работать над статуей Физули, тем открывая пантеон выдающихся поэтов и писателей Азербайджана, установленных в лоджии Музея азербайджанской литературы имени Низами Гянджеви. В художественной жизни республики конца 1930-х годов большое значение имели конкурсы на живописный портрет и памятник Низами Гянджеви, объявленные в связи с 800-летним юбилеем поэта. По итогам конкурса жюри поручило Фуаду Абдурахманову и архитекторам Садыху Дадашеву и Микаилу Усейнову дальнейшую работу над проектом. С установкой памятника Низами в Гяндже в 1947 году был определён художественный образ одного из интереснейших ансамблей Гянджи.
В 1949 году был установлен памятник Низами в Баку. Этот памятник является «культовым» не только в творчестве Абдурахманова, но и оказал огромное влияние на дальнейшее развитие азербайджанской монументальной пластики. В памятнике была удачно найдена масштабность самого памятника и постамента, имеющих соотношение 1:1,5, тем самым определив архитектурный образ одной из лучших площадей Баку.
Творческие интересы скульптора были многогранны, что можно заметить по его более поздним работам — образам героев СССР Гусейнбалы Алиева, Хыдыра Мустафаева, поэта Самеда Вургуна, композиторов Узеира Гаджибекова, Асафа Зейналлы, исторические портреты Кёроглы, Джаваншира, Бабека.
Совместно с Токай Мамедовым и Омаром Эльдаровым был премирован на конкурсе памятника Авиценне для города Бухары.
Абдурахманов — первый азербайджанец, ставший членом-корреспондентом Академии художеств СССР (1949). Является одним из первых скульпторов Азербайджана, который обратился к работе с твёрдыми материалами.
Умер 15 июня 1971 года. Похоронен в Баку на Аллее почётного захоронения.

## Творческие достижения
- Памятники Низами в Гяндже и Баку (1949)
- Композиции «Саттар Бахлулзаде», «Рустама Мустафаев» (1947)
- Монумент «Азад гадын» (Свободная женщина)
- Монумент «Мехти Гусейнзаде» (Баку))
- Монументальные бюсты Чойбалсана и Сухэ-Батора (мрамор (1954)
- Усыпальница в Улан-Баторе)
- Памятник писателю Самеду Вургуну (Баку, 1961), поэту Рудаки в Душанбе (Золотая медаль Академии художеств СССР[3], открыт в 1964) и др.
- Статуи «Освобождение» (установлена в Баку в 1960), «Чабан» (гипс (1950), бронза (1951), ГТГ).

Создал портретный бюст В. И. Ленина (мрамор, 1955, Музей истории Азербайджана, Баку) и ряд других портретов.
Его произведения отличаются богатством и разнообразием творческих тенденций. Абдурахманов начал свой творческий путь с портретного жанра, изготовления бюстов-портретов деятелей культуры Азербайджана. Его первое монументальное произведение — памятник Физули — установлен на балконе Литературного музея. Фуад Абдурахманов является автором многих памятников, украшающих улицы и площади Баку — Низами, Самеда Вургуна, Мехти Гусейнзаде, «Освобождённой женщине», надгробного бюста генерала Ази Асланова.
Абдурахманов внёс значительный вклад в формирование и развитие азербайджанской монументальной и станковой пластики. По мнению одного из ведущего искусствоведов Азербайджана Джамили Новрузовой, Фуад Абдурахманов является основоположником азербайджанской монументальной скульптуры.
В честь Абдурахманова названы улицы в Баку и в Шеки, установлены мемориальные доски на зданиях, где проживал скульптор. Его имя носит Детская школа живописи в Шеки.

## Награды
- Заслуженный деятель искусств Азербайджанской ССР (17.06.1943)
- Народный художник Азербайджанской ССР (30.04.1955)
- Сталинская премия второй степени (1947) — за памятник Низами в Кировабаде (1946)
- Сталинская премия третьей степени (1951) — за гипсовую скульптуру «Чабан» (1950)
- Золотая медаль Академии Художеств СССР (1966)
- Два ордена «Знак Почёта» (09.06.1959; 1960)
- Медали

## Галерея

Памятник Низами в Гяндже
Надгробный памятник Ази Асланову в Баку
Мемориальная доска Абдурахманову в Баку
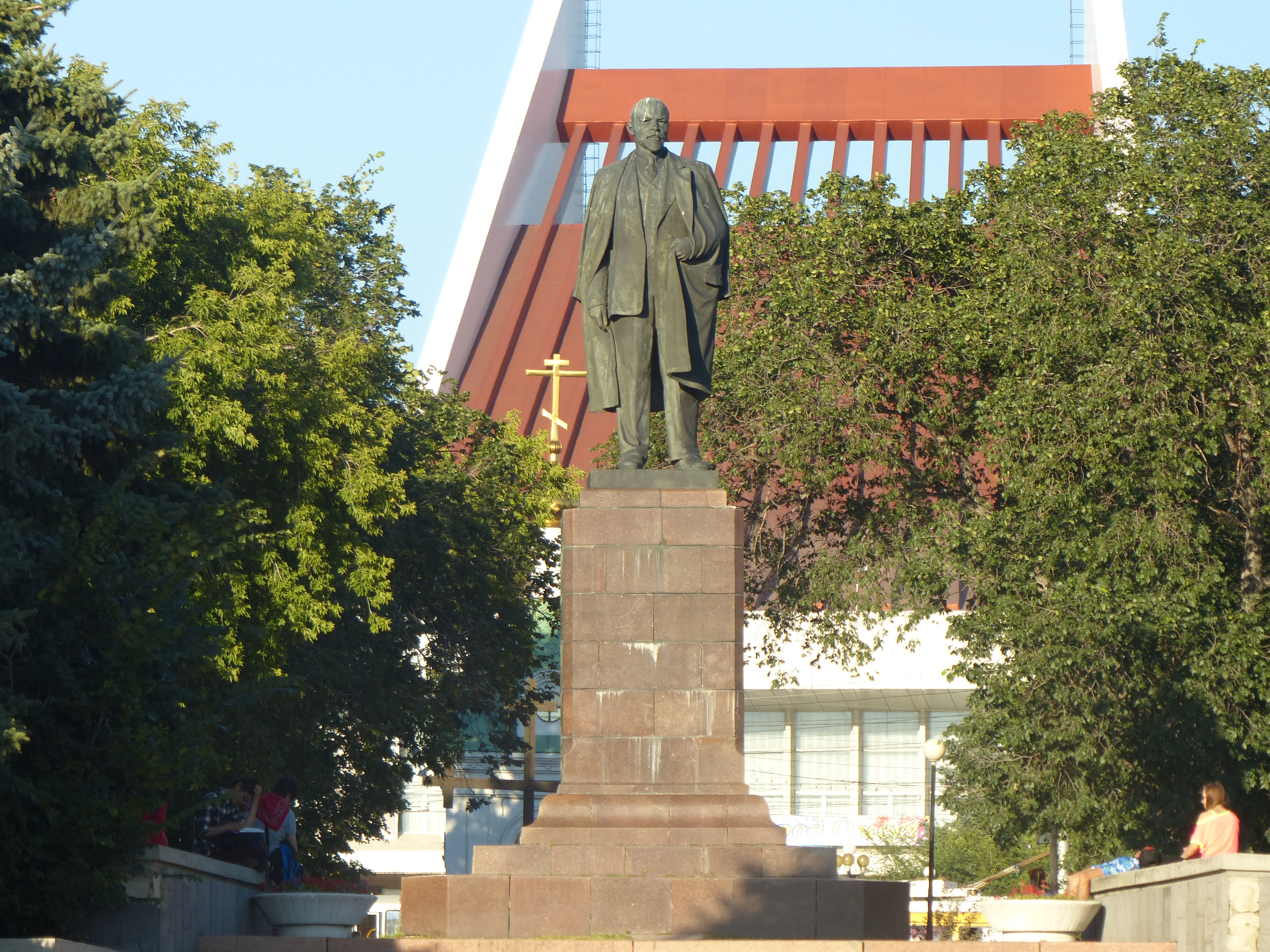
Памятник В. И. Ленину в Омске.